# Ogéviller
Ogéviller est une commune française située dans le département de Meurthe-et-Moselle, en région Grand Est.

## Géographie
Ogéviller se situe au bord de la Verdurette qui se jette quelques kilomètres plus loin dans la Vezouze qui est un affluent de la Meurthe.
La commune fait partie de la communauté de communes de Vezouze en Piémont.
Aujourd'hui l'autoroute contourne la commune qui fut, comme toutes les autres sises sur la RN 4, traversée par un flux de 11 000 à 15 000 véhicules par jour, RN 4 axe Paris-Strasbourg. Depuis début 2007 le village à donc retrouvé le calme pour sa partie haute.
Ogéviller est à 11 km de Blâmont et à 19 km de Lunéville.
|           | Fréménil  |             |
|           | Ogéviller | Herbéviller |
| Buriville |           | Réclonville |

### Hydrographie
La commune est dans le bassin versant du Rhin au sein du bassin Rhin-Meuse. Elle est drainée par la Verdurette et le ruisseau de la Baraque,.
La Verdurette, d'une longueur de 11 km, prend sa source dans la commune de Neufmaisons et se jette  dans la Vezouze à Fréménil, après avoir traversé onze communes.

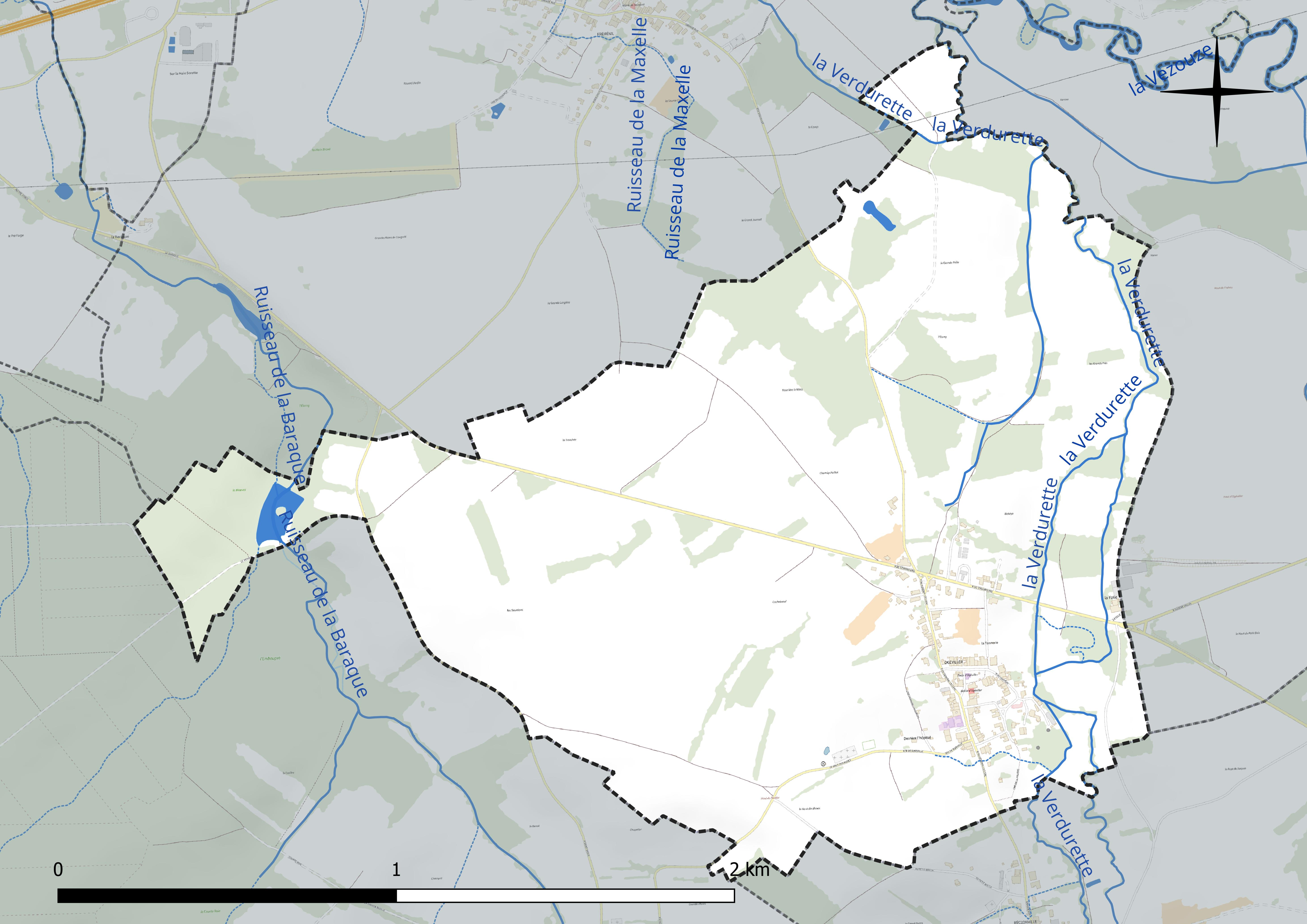
Réseau hydrographique d'Ogéviller.

### Climat
Pour des articles plus généraux, voir Climat du Grand Est et Climat de Meurthe-et-Moselle.
En 2010, le climat de la commune est de type climat des marges montargnardes, selon une étude du Centre national de la recherche scientifique s'appuyant sur une série de données couvrant la période 1971-2000. En 2020, Météo-France publie une typologie des climats de la France métropolitaine dans laquelle la commune est exposée à un climat semi-continental et est dans la région climatique  Vosges, caractérisée par une pluviométrie très élevée (1 500 à 2 000 mm/an) en toutes saisons et un hiver rude (moins de 1 °C).
Pour la période 1971-2000, la température annuelle moyenne est de 9,7 °C, avec une amplitude thermique annuelle de 16,8 °C. Le cumul annuel moyen de précipitations est de 915 mm, avec 12,1 jours de précipitations en janvier et 9,8 jours en juillet. Pour la période 1991-2020, la température moyenne annuelle observée sur la station météorologique de Météo-France la plus proche, « St Maurice », sur la commune de Saint-Maurice-aux-Forges à 10 km à vol d'oiseau, est de 10,5 °C et le cumul annuel moyen de précipitations est de 837,4 mm. 
La température maximale relevée sur cette station est de 39,2 °C, atteinte le 25 juillet 2019 ; la température minimale est de −19,9 °C, atteinte le 1er mars 2005,,.
Les paramètres climatiques de la commune ont été estimés pour le milieu du siècle (2041-2070) selon différents scénarios d'émission de gaz à effet de serre à partir des nouvelles projections climatiques de référence DRIAS-2020. Ils sont consultables sur un site dédié publié par Météo-France en novembre 2022.

## Urbanisme

### Typologie
Au 1er janvier 2024, Ogéviller est catégorisée commune rurale à habitat dispersé, selon la nouvelle grille communale de densité à sept niveaux définie par l'Insee en 2022.
Elle est située hors unité urbaine et hors attraction des villes,.

### Occupation des sols
L'occupation des sols de la commune, telle qu'elle ressort de la base de données européenne d’occupation biophysique des sols Corine Land Cover (CLC), est marquée par l'importance des territoires agricoles (86,5 % en 2018), une proportion sensiblement équivalente à celle de 1990 (86,7 %). La répartition détaillée en 2018 est la suivante : zones agricoles hétérogènes (49,3 %), terres arables (31 %), zones urbanisées (8,1 %), prairies (6,1 %), forêts (5,4 %). L'évolution de l’occupation des sols de la commune et de ses infrastructures peut être observée sur les différentes représentations cartographiques du territoire : la carte de Cassini (XVIIIe siècle), la carte d'état-major (1820-1866) et les cartes ou photos aériennes de l'IGN pour la période actuelle (1950 à aujourd'hui).

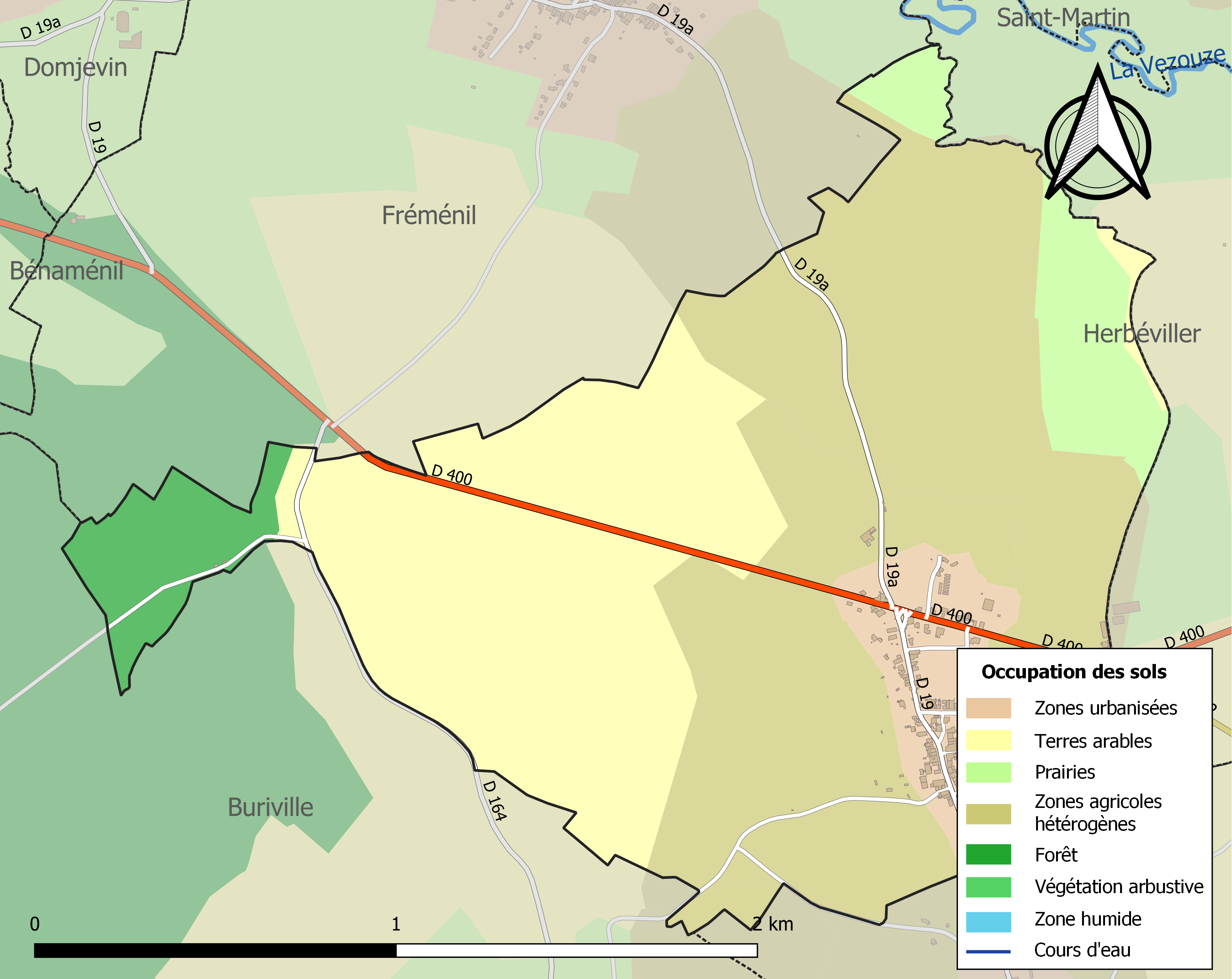
aCarte des infrastructures et de l'occupation des sols de la commune en 2018 (CLC).

## Toponymie
Anciennement mentionné : Ogeriivillare (1152), Ogieviler (1285), Ogierviller (1301), Ogievilleir (1332), Ogievillare (1378), Ougeviller (1392, Tr. des ch. l. Remiremont), Ougiervilleir et Ogevillare (1392, ch. du pr. de Flavigny), Ogievillers (1395), Ogiervilleir (1472), Ungievilleir (1477), Oygiewiller (1505), Ogieviller (1553).

## Histoire
D'après la monographie de la commune, Ogéviller appartient, en 1159, à l'abbaye de Senones selon une bulle du pape Eugène III. Le premier seigneur est Tonon d'Ogéviller qui y vit en 1189 selon Dom Calmet.
En 1407, le seigneur Henri d'Ogéviller se reconnait homme d'Henri, comte de Blâmont, et tient de lui le fief de la forteresse d'Ogéviller. Les petites seigneuries d'Ogéviller, vassales de la famille de Blâmont, perdent leur prestige sous la domination de Salm.
En 1572, le village dépend de la juridiction de Lunéville. En 1575, un arrêt du Conseil souverain de Lorraine oblige les seigneurs de d'Ogéviller et d'Emberménil à rendre hommage au duc Charles III de Lorraine. Mais l'invasion des reîtres allemands du duc de Bouillon, en guerre contre Charles III en 1587, attaquent le château d'Ogéviller et pendent le châtelain. En  1594, une nouvelle organisation de la Lorraine s'installe pour laquelle le ban d'Ogéviller est rattaché au comté de Blâmont.
En 1635, pendant la guerre de Trente Ans, les "Suédois" envahissent le village et l’incendient. Les habitants sont massacrés (ils hériteront pour cela du sobriquet de culs brûlés). Un an plus tard, Richelieu ordonne la destruction de tous les châteaux des régions conquises ; les murailles d'Ogéviller sont abattues à l'exception deux tours,.
Le règne de Léopold de Lorraine est plus prospère. Les constructions de belles demeures sont nombreuses et la natalité devient abondante. En 1782, Ogéviller compte 70 feux et 260 adultes.
Le roi Stanislas conserve ensuite l'administration de Léopold avant que les péripéties de la révolution interviennent.
La gare d'Ogéviller de la ligne de Lunéville à Blâmont et à Badonviller est inaugurée par le ministre Albert Lebrun le 13 août 1911. La station, située au nord du village, est devenue habitation au XXIe siècle. La construction d'un pont sera nécessaire. Le trafic fonctionnera jusqu'en 1942.

## Politique et administration

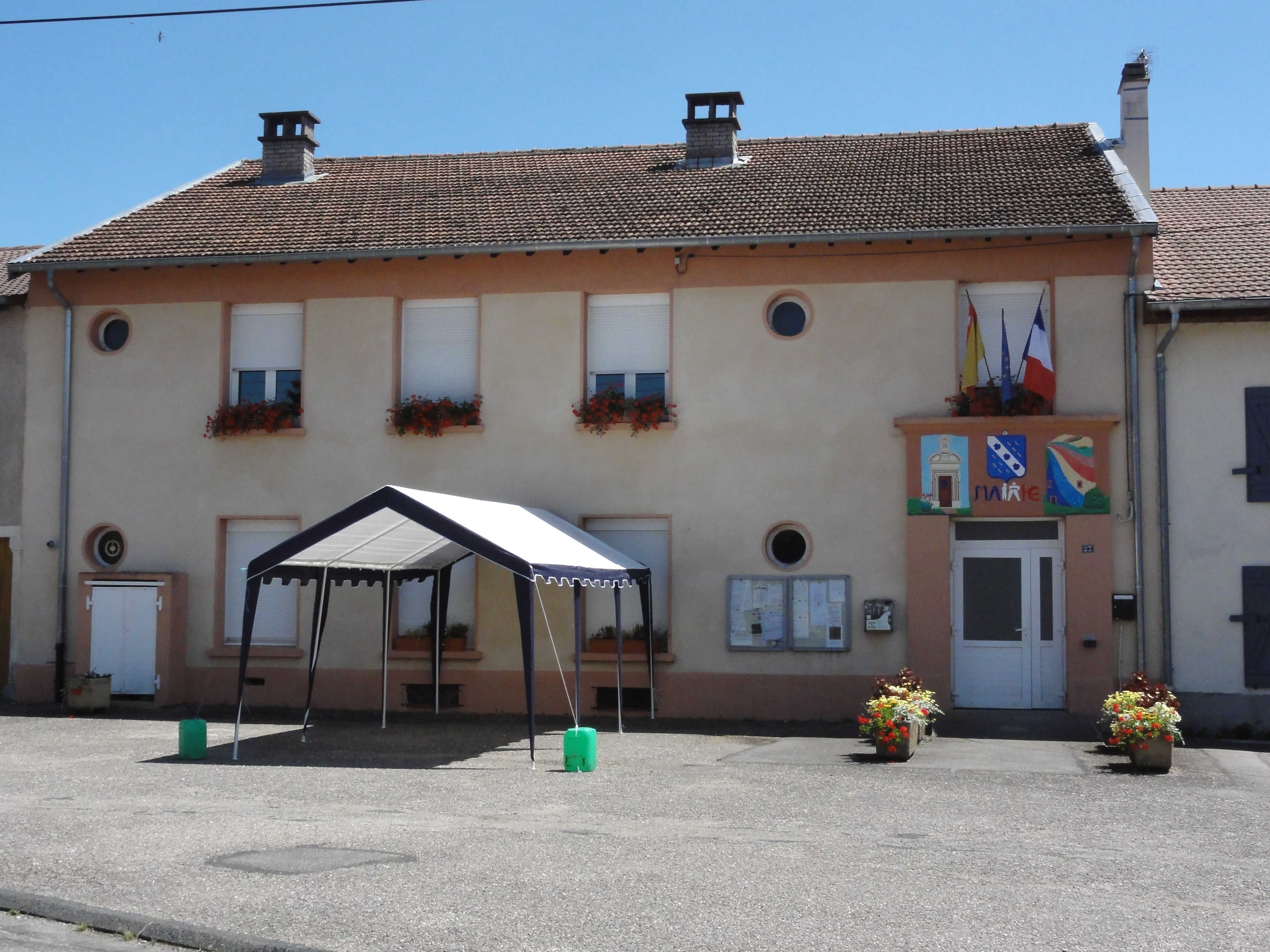
Mairie d'Ogéviller.

| Période                                  | Période                   | Identité                                             | Étiquette | Qualité                       |
| ---------------------------------------- | ------------------------- | ---------------------------------------------------- | --------- | ----------------------------- |
|                                          |                           | Marie Michel (1920-2015)                             |           | Directrice d'école            |
| 1993                                     | 1997                      | Brigitte Hanzo-Carmentre                             | UDF       |                               |
| mars 2001                                | En cours (au 28 mai 2020) | Jean-Paul Largentier, Réélu pour le mandat 2020-2026 |           | Ancien agriculteur exploitant |
| Les données manquantes sont à compléter. |                           |                                                      |           |                               |

## Population et société

### Démographie
L'évolution du nombre d'habitants est connue à travers les recensements de la population effectués dans la commune depuis 1793. Pour les communes de moins de 10 000 habitants, une enquête de recensement portant sur toute la population est réalisée tous les cinq ans, les populations de référence des années intermédiaires étant quant à elles estimées par interpolation ou extrapolation. Pour la commune, le premier recensement exhaustif entrant dans le cadre du nouveau dispositif a été réalisé en 2004.

En 2022, la commune comptait 279 habitants, en évolution de −2,11 % par rapport à 2016 (Meurthe-et-Moselle : −0,13 %, France hors Mayotte : +2,11 %).
| 1793 | 1800 | 1806 | 1821 | 1831 | 1836 | 1841 | 1846 | 1851 |
| ---- | ---- | ---- | ---- | ---- | ---- | ---- | ---- | ---- |
| 380  | 394  | 469  | 533  | 630  | 526  | 541  | 558  | 575  |

| 1856 | 1861 | 1872 | 1876 | 1881 | 1886 | 1891 | 1896 | 1901 |
| ---- | ---- | ---- | ---- | ---- | ---- | ---- | ---- | ---- |
| 555  | 592  | 633  | 597  | 565  | 556  | 536  | 515  | 484  |

| 1906 | 1911 | 1921 | 1926 | 1931 | 1936 | 1946 | 1954 | 1962 |
| ---- | ---- | ---- | ---- | ---- | ---- | ---- | ---- | ---- |
| 464  | 492  | 454  | 429  | 384  | 393  | 279  | 310  | 279  |

| 1968 | 1975 | 1982 | 1990 | 1999 | 2004 | 2006 | 2009 | 2014 |
| ---- | ---- | ---- | ---- | ---- | ---- | ---- | ---- | ---- |
| 305  | 300  | 300  | 281  | 289  | 301  | 302  | 297  | 292  |

| 2019 | 2022 | - | - | - | - | - | - | - |
| ---- | ---- | - | - | - | - | - | - | - |
| 279  | 279  | - | - | - | - | - | - | - |

## Économie
"Centre de vie local" à une époque où se côtoyaient artisans et commerçants, seul un commerce perdure au XXIe siècle (une station services essence gaz, dépannage, épicerie).

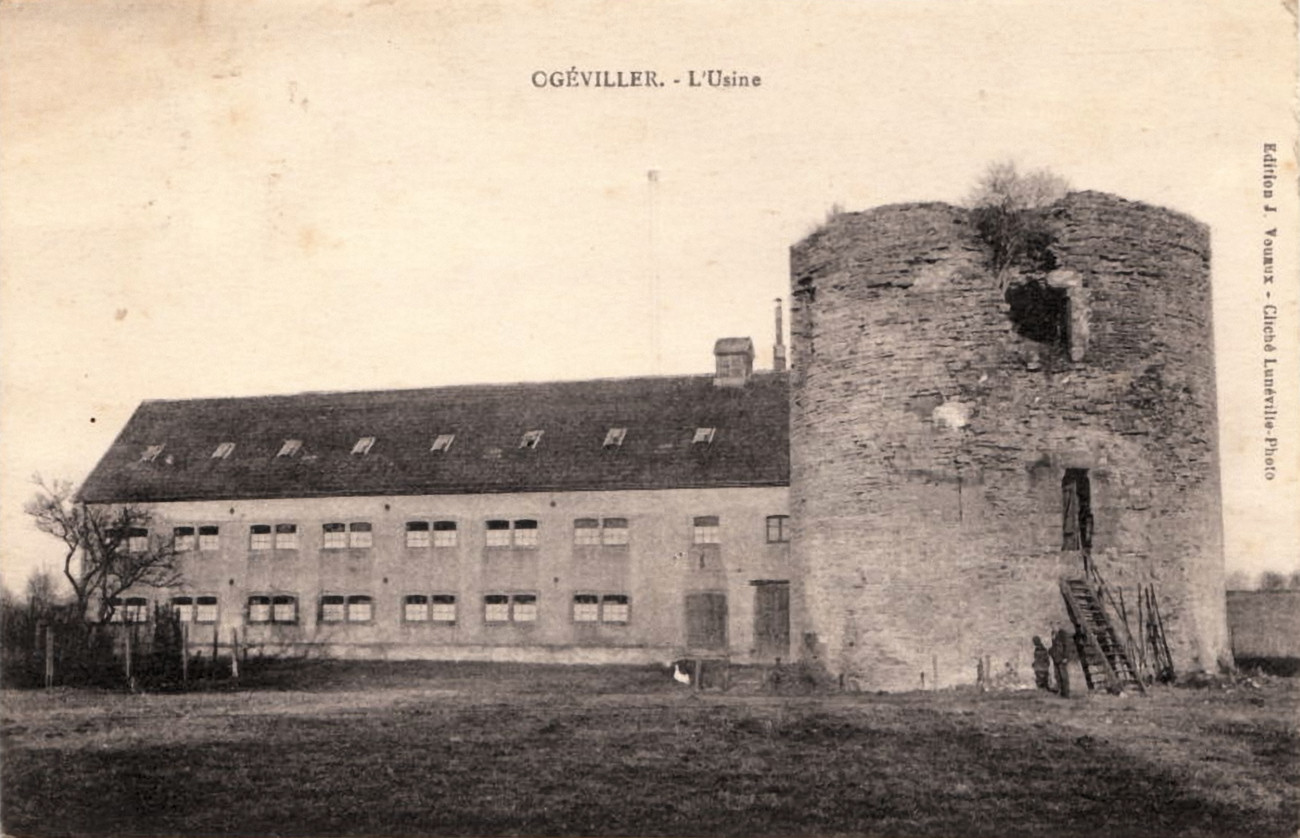
L'usine de velours à Ogéviller.

Auparavant il existait deux boucheries, une boulangerie, deux épiceries, un coiffeur-horloger, un dentiste et un café. Il est rapporté qu'après guerre 12 cafés parsemaient les rues de la commune !
Pays de saules, comme d'autres communes voisines, la plupart des familles travaillaient l'osier ou le rotin fabriquant des paniers ou autres ouvrages de vannerie.
Au 31 décembre 2019, Ogéviller compte 11 établissements répartis essentiellement dans la culture et l'élevage, dans le commerce de gros et de détail, dans la construction et les travaux de finition, dans l'industrie manufacturière ou la restauration.

## Culture locale et patrimoine

### Lieux et monuments

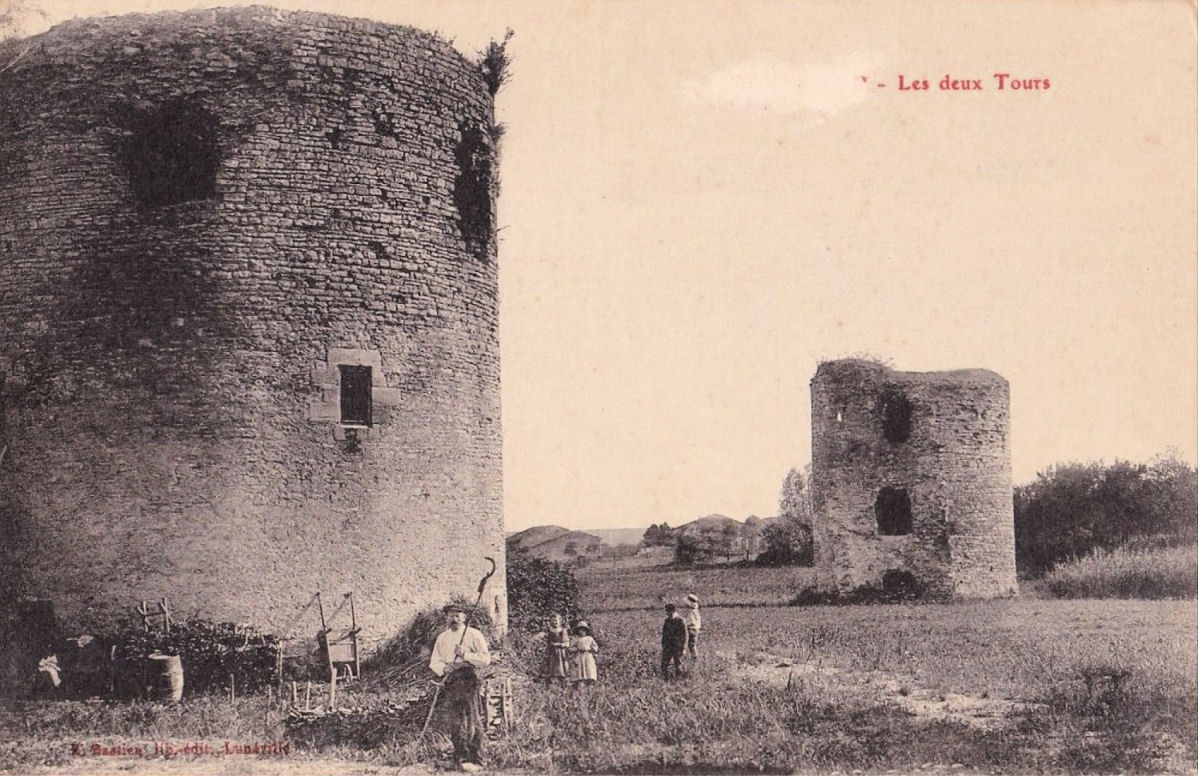
Vestiges des deux tours à Ogéviller.

- Château mentionné en 1407, mais existait certainement dès le XIVe siècle qui dépendait alors du comte de Blâmont ; pris par les Reîtres sous la conduite du duc de Bouillon en 1587, démantelé au XVIIe siècle sur ordre de Richelieu, vestiges d'enceinte fossoyée, deux tours rondes.
- Le Beuriot, grand champ qui borde la Verdurette, l'ancienne usine de vannerie.
- Le Nallant, prairies de 25 ha où l'on ne chasse pas, paysage typique du pays de la Vezouze.
- Église XVIIIe siècle : clocher à dôme à l'impériale.

### Personnalités liées à la commune
- Germain Bonneval (1738-1815), homme politique français, député de la Meurthe à la Convention nationale, maire d'Ogéviller et mort dans la commune[32].
- Adrien Joseph Michaut (1797-1873), homme politique né à Ogéviller,

### Héraldique
| Blason de Ogéviller | Blason  | D'azur à la bande d'argent chargée de trois coquilles de sable, accompagnée de neuf billettes d'or posées en bande, ordonnées 1 et 3 en chef, 3 et 2 en pointe. |
| Blason de Ogéviller | Détails | Ce sont les armes de la famille d'Ogéviller, d'ancienne chevalerie. Henry d'Ogéviller seigneur du lieu et de Neuviller-sur-Moselle, mourut vers 1400, ne laissant qu'une fille, Béatrice, épouse de Jean de Fénétrange, maréchal de Lorraine. La commune utilise le blason des seigneurs qui lui donnèrent son nom. |

### Biblio.graphie
- A. Dedenon, Histoire du Blamontois dans les temps modernes, Nancy, Impr. Vagner, 1930, 203 p. (lire en ligne).
- Marc Gabriel, L'épopée du LBB, Nancy, NMG éditions, 2011, 230 p. (ISBN 978-2-9537068-1-9).